# أوكتافيو برونيتي
أوكتافيو برونيتي (بالإسبانية: Octavio Brunetti)‏ هو عازف بيانو أرجنتيني، ولد في 12 مايو 1975 في روساريو في الأرجنتين، وتوفي في 29 أغسطس 2014 في نيويورك في الولايات المتحدة.

## وصلات خارجية
- الموقع الرسمي
- أوكتافيو برونيتي على موقع ميوزك برينز (الإنجليزية)